# Rudolf Hess
Rudolf Walter Richard Hess (Duits: Heß), (Alexandrië, 26 april 1894 – Berlijn, 17 augustus 1987) was een Duitse nazipoliticus en de plaatsvervanger van Adolf Hitler. In 1941 vloog hij solo naar Schotland om vrede te sluiten met het Verenigd Koninkrijk, maar hij werd opgesloten en kwam niet meer vrij tot hij in 1987 zichzelf verhing in de Spandaugevangenis te Berlijn.

## Jeugd
Rudolf Hess werd geboren in de havenstad Alexandrië in Egypte, destijds een protectoraat van het Britse koloniale rijk, waar zijn vader Fritz Hess handelaar was. Hij had een broer Alfred, geboren in 1897 en een zus Margarete, geboren in 1908. Het gezin woonde meestentijds in Egypte, maar verbleef soms ook in hun buitenverblijf in Reicholdsgrün, nu Kirchenlamitz in het Fichtelgebergte. Hess liep van 1900 tot 1908 school in een Duitse protestantse school in Alexandrië. Daarna werd hij naar een Duits internaat te Bad Godesberg gestuurd. Zijn vader zond hem in 1911 naar de École supérieure de commerce te Neuchâtel in Zwitserland met de bedoeling dat hij later het familiebedrijf zou overnemen.

## Eerste Wereldoorlog
Hess vocht in de Eerste Wereldoorlog en werd onderscheiden met het IJzeren Kruis 2e klasse. Hij vocht in de Eerste Slag om Ieper en de Slag om Verdun en raakte op 12 juni 1916 bij Douaumont gewond aan zijn linkerarm en linkerhand door een granaatscherf. Na zijn herstel keerde hij terug naar Verdun. Hij werd overgeplaatst naar Roemenië en raakte daar op 23 juli 1917 gewond door een granaatsplinter in zijn linkerarm, die ter plaatse verzorgd werd. Op 8 augustus 1917 drong een kogel bovenaan in zijn borstkas nabij de oksel en verliet zijn lichaam naast zijn ruggengraat. Op 20 augustus was hij voldoende hersteld om hem te vervoeren naar een hospitaal in Hongarije. Daarna werd hij overgebracht naar een kliniek in Meissen. Op 25 oktober 1917 werd hij op wens van zijn vader overgebracht naar het dichter bij Reicholdsgrün gelegen hospitaal te Bad Alexandersbad. Na Kerstmis 1917 volgde hij te München een opleiding tot gevechtspiloot. Op 14 oktober 1918 kwam hij aan bij Jagdstaffel 35b om met een Fokker D.VII-tweedekker te vliegen, maar de oorlog was op 11 november 1918 voorbij, voordat hij een eerste keer ingezet kon worden.

## Interbellum
Vanaf 1919 studeerde Hess wereldpolitiek aan de Universiteit van München. Hij werd onderwezen door professor Karl Haushofer. Die leerde hem het concept Lebensraum, dat later deel uitmaakte van de nationaalsocialistische ideologie. In april 1920 ontmoette hij Ilse Pröhl (1900-1995), een medestudente die in hetzelfde pand een kamer huurde. Op 20 december 1927 huwden ze en in 1937 kregen ze een zoon, Wolf Rüdiger Hess.
Op 4 november 1921 raakte hij tijdens een partijvergadering in het Hofbräuhaus te München gewond, tijdens een mislukte marxistische bomaanslag op Hitler. In 1923 deed hij te München mee aan de mislukte Bierkellerputsch van Hitler. Als straf daarvoor werd hij samen met Hitler opgesloten in de Gevangenis van Landsberg, waar hij meewerkte aan Hitlers boek Mein Kampf. Hess kwam op 30 december 1924 vervroegd vrij, tien dagen na Hitler.
Hierna volgde Hess vlieglessen bij de voormalige gevechtspiloot Theodor Croneiss. Op 4 april 1929 haalde hij zijn burgerlijk vliegbrevet. In 1930 kocht hij een Messerschmitt M26-vliegtuig, met geld van de nationaalsocialistische krant Völkischer Beobachter. Nadien kocht hij nog twee Messerschmitts, waar hij regelmatig mee vloog. Toen de stad Augsburg de vliegtuigfabriek Messerschmitt tot busdepot wilde omvormen, kwam Hess tussenbeide ten voordele van Messerschmitt. In 1934 won Hess met een Messerschmitt M35 een wedstrijd, vanaf München rond de berg Zugspitze en terug in 29 minuten.
Na de Machtergreifung in 1933 benoemde Hitler Hess tot zijn plaatsvervanger. Hess ondertekende de Rassenwetten van Neurenberg in 1935, maar schreef een bevel uit dat de Joodse familie van zijn vroegere professor Haushofer niet lastiggevallen mocht worden. Hij was een prominent lid van het Thule-Gesellschaft. In 1938 en 1939 nam hij deel aan de Anschluss van Oostenrijk en Sudetenland en de inname van Polen. Hess wilde in de Luftwaffe meevechten als piloot, maar Hitler verbood hem het vliegen.

## Vlucht naar Schotland

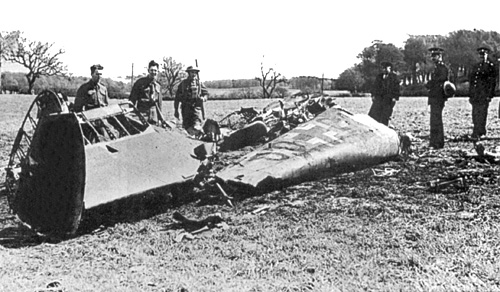
Het wrak van de Messerschmitt Bf 110 van Hess

In oktober 1940 begon Hess oefenvluchten met een omgebouwde Messerschmitt Bf 110, die normaal gezien door een piloot en een navigator bestuurd werd. Hij werd hierbij bijgestaan door een zekere Stör, testpiloot bij Messerschmitt.
Op 10 mei 1941 vertrok Hess om 17.45 uur van vliegveld Augsburg-Haunstetten. Via Bonn vloog hij langs de Waddeneilanden, Bamburgh, Newcastle upon Tyne en Chatton naar Schotland. Hij misleidde zowel de Duitse als de Britse luchtafweer door zijn zigzagkoers en door 's nachts te vliegen en laag onder de radar te blijven. Hess wilde in contact komen met de Hertog van Hamilton bij Glasgow, naar eigen zeggen om vrede tot stand te brengen. Toen hij achternagezeten werd door een Boulton Paul Defiant klom hij naar 1800 meter en sprong hij voor het eerst in zijn leven uit zijn toestel met een parachute, vijftig kilometer van het huis van de hertog. Hij brak daarbij zijn enkel.
De Schotse boer David McLean zag de parachute en rende erheen. De boer droeg Hess over aan de Home Guard, die hem naar hun hoofdkwartier in Busby bracht. Van daar werd hij naar het politiebureau van Giffnock gebracht en daarna naar Maryhill Barracks, waar zijn enkel verzorgd werd. Hij werd in Buchanan Castle opgesloten.
Hess had papieren bij zich waarvan hij zei dat het Hitlers goedgekeurde vredesvoorstellen waren. Hij werd niet geloofd en werd in de Tower of London opgesloten, daarna te Mytchett en uiteindelijk in het Maindiff Court Hospital.
Radio München meldde 's avonds op 12 mei de vlucht van Hess, maar zonder bijzonderheden. Op 13 mei zond Hitler minister van Buitenlandse Zaken Joachim von Ribbentrop naar Benito Mussolini om hem persoonlijk in te lichten. De Britse pers kwam dezelfde dag met heel het verhaal. Ilse Hess hoorde op 14 mei op de Duitse radio dat haar man opgepakt was.
De kranten in bezet gebied schreven alleen dat Hess op zaterdag 10 mei, tegen 18.00 uur, opgestegen was voor een vlucht, zonder terug te keren, hoewel Hitler hem verboden had een vliegtuig te besturen. De kranten veronderstelden dat Hess ergens was verongelukt.
Hitler verspreidde het bericht dat Hess gek geworden was. De Britse psychiaters Dicks en Rees onderzochten Hess en bevonden hem niet gek, maar wel psychisch labiel met een neiging tot hypochondrie en paranoia. Ook John Simon, die op 9 juni 1941 met Hess sprak, vond Hess in slechte geestelijke gezondheid.
Hess ondernam in gevangenschap twee zelfmoordpogingen: op 16 juni 1941 sprong hij van de trap op de stenen vloer en brak daarbij zijn dijbeen. Kapitein Munro Johnson van de medische dienst verzorgde Hess en achtte een nieuwe zelfmoordpoging waarschijnlijk. Op 4 februari 1945 sneed Hess zichzelf met een broodmes, de wond vergde twee hechtingen.
Hess' vlucht versterkte de positie van Martin Bormann, tot dan Hess' secretaris. Op bevel van Hitler werden op 9 juni medewerkers en familie van Hess opgepakt en ook de Joodse familie van professor Haushofer, die onder bescherming van Hess stond. Ook adjudant Karlheinz Pintsch, die op 11 mei een brief van Hess aan Hitler overbracht in de Berghof, werd gearresteerd en nadien naar het oostfront gestuurd. Daar werd hij gevangengenomen door het Rode Leger en na martelingen schreef hij een verklaring waarin stond dat Hitler wist van de plannen van Hess. Deze verklaring is echter controversieel aangezien bij zijn vrijlating bleek dat zijn handen zo zwaar misvormd waren door martelingen dat hij nooit meer fatsoenlijk iets vast kon houden.

### Handelde Hess op eigen houtje?
Deze vraag houdt historici al jaren bezig. Er bestaan redenen om aan te nemen dat Hitler op de hoogte was van de missie. De planning voor Operatie Barbarossa was in volle gang; vrede met het Verenigd Koninkrijk betekende geen gevaar voor een twee-frontenoorlog (de Verenigde Staten waren nog neutraal). Het vliegtuig van Hess was voor deze vlucht aangepast: de brandstofcapaciteit was met afwerpbare tanks vergroot, het gewicht was verminderd door verwijdering van de bewapening om vanuit het zuidoosten van Duitsland naar Schotland te kunnen vliegen en de radionavigatie-apparatuur was omgebouwd, zodat Hess het vliegtuig zonder navigator kon besturen. Zelf beweerde Hess bij zijn arrestatie en in de latere Neurenbergse processen steeds dat niemand op de hoogte was van zijn plannen. Ook in de jaren in de Spandaugevangenis bleek nooit in gesprekken met bewakers, verzorgers en medegevangenen iets van enige betrokkenheid van overige nazileiders. Feit is dat Hess in zijn laatste jaren in Duitsland zijn gezag als nazileider begon te verliezen. Martin Bormann, eveneens een belangrijk man op het partijbureau, werd een grote concurrent. Het is mogelijk dat die ontwikkeling voor Hess een motief was om de vlucht naar Schotland in zijn eentje te voltrekken, teneinde Hitlers achting voor zich te winnen.
Volgens andere historici was Hess door de Britse geheime dienst in de val gelokt. Die zou hebben laten doorschemeren dat een groep Britse politici Churchill wilde afzetten en vrede wilde sluiten met Duitsland. Deze politici zouden hiertoe gebruik hebben gemaakt van een connectie tussen een kennis van Hess en de SOE-afdeling van de Britse geheime dienst MI5. Churchill ontkende in 1944 tegenover Stalin dat hij vooraf wist van de vlucht van Hess.

## Gevangenschap

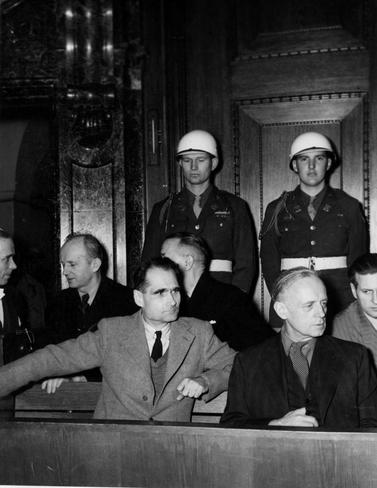
Hess in de beklaagdenbank tijdens de processen van Neurenberg

Tot de processen van Neurenberg werd Hess door de Britten gevangen gehouden. Het tribunaal van Neurenberg veroordeelde Hess tot levenslang wegens misdrijven tegen de vrede. Hess was als persoon en in daad onafscheidelijk van de nazipartij en had nooit een poging gedaan zichzelf te distantiëren van de misdaden van het nazisme. Tijdens de processen verklaarde Hess dat hij nergens spijt van had.
Er zijn aanwijzingen dat Rudolf Hess tijdens de Neurenbergse processen ontoerekeningsvatbaar was. Leon Goldensohn, de man die alle gedaagden van de processen van Neurenberg op strafrechtelijke gronden psychisch onderzocht, meldde dat Hess aan ernstige geheugenstoornissen leed. Bovendien merkte hij op dat Hess zich sterk vervreemd gedroeg in zijn cel. Zo bekladde Hess de muren van zijn cel met opdrachten die hij dagelijks absoluut moest uitvoeren, zoals "weinig eten", "geen slaappillen nemen", "vraag in plaats van eieren om marmelade en brood", "'s ochtends niet eten of drinken om niet moe te worden" en "geen zout voedsel eten".
Hess zat zijn straf uit in de Berlijnse Spandaugevangenis. Na de vrijlating van Albert Speer en Baldur von Schirach in oktober 1966 was Hess, die 'gevangene nr. 7' werd genoemd, de enige gevangene van Spandau. Vanaf 1969 kreeg hij geregeld bezoek van zijn vrouw Ilse en zijn zoon Wolf Rüdiger Hess. Hoewel de gevangenen van de geallieerden bezoek mochten ontvangen had Hess tot die tijd alle bezoek door familieleden geweigerd.
De Sovjet-Unie was tegen een vervroegde vrijlating. Dit hield verband met het wisselend beheer over de Spandaugevangenis. Spandau lag namelijk in de Britse zone, maar het beheer ging iedere maand over op een van de vier bezettingsmachten: Frankrijk, de Verenigde Staten, het Verenigd Koninkrijk en de Sovjet-Unie. In de maanden dat de Sovjets de gevangenis beheerden, konden zij inlichtingen verzamelen en soldaten door West-Berlijn laten marcheren.
Hess werd in 1972 en 1973 onderzocht door de Britse chirurg Hugh Thomas. Deze stelde dat gevangene nr. 7 Hess niet kon zijn omdat een kenmerkend litteken, een overblijfsel van een schotwond uit de Eerste Wereldoorlog, ontbrak. Dit werd door andere artsen en historici tegengesproken.

## Dood
Op 17 augustus 1987 werd Hess dood aangetroffen, hangend aan een elektriciteitskabel in een tuinhuisje binnen de gevangenis. Op dat moment beheerden de Britten de gevangenis. De officiële lezing was zelfmoord door ophanging. Vanuit diverse hoeken wordt wel gezegd dat hij door de Britse Secret Intelligence Service zou zijn vermoord. De fysieke conditie van Hess, 93 jaar oud, zou te slecht zijn geweest voor ophanging op eigen kracht. Erg waarschijnlijk is dit niet omdat de Britten geen motief hadden van Hess een martelaar te maken. Ook het Sovjet-vlagvertoon kan in 1987 geen motief meer geweest zijn, omdat de relaties met de Sovjet-Unie onder Michail Gorbatsjov al tamelijk ontspannen waren. De familie van Hess behield echter haar twijfels en liet enkele dagen na Hess' dood een tweede, eigen autopsie uitvoeren door de Duitse arts prof. dr. Wolfgang Spann. Spanns conclusie ging tegen de officiële uitkomst in. Hij beweerde dat de striemen op Hess' nek een dusdanige vreemde vorm hadden dat een onbekende, derde hand in het spel moest zijn geweest.
Hess werd, naar zijn eigen wens, begraven in Wunsiedel in Beieren, waar zijn familie ooit een vakantiewoning had. Het graf werd een bedevaartsoord voor neonazi's. Ondanks een gerechtelijk verbod in 2005 bleven jaarlijks op 17 augustus, de sterfdag van Hess, duizenden neonazi's naar het graf komen. Op 5 oktober 2011 zou het grafrecht aflopen. Op verzoek van het gemeentebestuur zag de kleindochter van Hess af van een verlenging. Op 20 juli 2011 werd het graf geruimd. De botten werden verbrand en de as werd op zee uitgestrooid.
De Spandaugevangenis werd na de dood van Hess gesloopt. Op de plaats van de gevangenis kwam een winkelcentrum.

## Carrière
Hess bekleedde verschillende rangen in zowel de Beiers leger als Allgemeine-SS. De volgende tabel laat zien dat de bevorderingen niet synchroon liepen.
| Datums           | Beiers leger         | Allgemeine-SS        | NSDAP                                         |
| ---------------- | -------------------- | -------------------- | --------------------------------------------- |
| 20 augustus 1914 | Kriegsfreiwilliger   | —                    | —                                             |
| 21 april 1915    | Gefreiter            | —                    | —                                             |
| 21 mei 1915      | Unteroffizier        | —                    | —                                             |
| 4 december 1916  | Vizefeldwebel        | —                    | —                                             |
| 8 oktober 1917   | Leutnant der Reserve | —                    | —                                             |
| 18 december 1931 | —                    | SS-Oberführer        | —                                             |
| 5 december 1932  | —                    | SS-Gruppenführer     | —                                             |
| 21 april 1933    | —                    | —                    | Stellvertreter des Führers                    |
| 2 juni 1933      | —                    | —                    | Reichsleiter der NSDAP                        |
| 1 oktober 1933   | —                    | SS-Obergruppenführer | —                                             |
| 1 december 1933  | —                    | —                    | Reichsminister (minister zonder portefeuille) |

## Lidmaatschapsnummers
- NSDAP-nr.: 16[7]

## Decoraties
- Bloedorde[8] (nr.2)[9] op 9 november 1933[3][10]
- IJzeren Kruis 1914, 2e Klasse op 21 april 1915[3][10]
- Gewondeninsigne 1918 in zilver in juli 1918[3][10]
- Kruis der Derde Klasse in de Orde van Militaire Verdienste met Zwaarden[3] op 22 oktober 1915[10]
- Erekruis voor Frontstrijders in de Wereldoorlog[10] in 1934[3]
- Gouden Ereteken van de NSDAP op 9 november 1933[3]
- Dienstonderscheiding van de NSDAP in goud in 1941[3][10]
- SS-Ehrenring[8] in 1933[11]

- Bibsys: 90166938
- Biblioteca Nacional de España: XX1022869
- Bibliothèque nationale de France: cb119391587 (data)
- CiNii: DA03916711
- Gemeinsame Normdatei: 11855039X
- International Standard Name Identifier: 0000 0001 0858 159X
- Library of Congress Control Number: n79078096
- Nationale Bibliotheek van Letland: 000316698
- National Archives and Records Administration: 10580987
- Bibliotheek van het Japanse parlement: 00620822
- Nationale Bibliotheek van Tsjechië: jn20000700704
- Nationale Bibliotheek van Israël: 987007262777005171
- Nationale Bibliotheek van Polen: a0000001184653
- Nederlandse Thesaurus van Auteursnamen: 068842406
- LIBRIS: 361003
- SNAC: w66m34vw
- Système universitaire de documentation: 027324826
- Trove: 1289519
- Virtual International Authority File: 64799191
- WorldCat: E39PBJhGTthgj9hFyHT7DgRqcP

Adolf Hitler · Franz von Papen · Konstantin von Neurath · Joachim von Ribbentrop · Wilhelm Frick · Heinrich Himmler · Lutz Schwerin von Krosigk · Alfred Hugenberg · Kurt Schmitt · Hjalmar Schacht · Hermann Göring · Walther Funk · Franz Seldte · Franz Gürtner · Franz Schlegelberger · Otto Georg Thierack · Werner von Blomberg · Wilhelm Keitel · Freiherr von Eltz-Rübenach · Julius Heinrich Dorpmüller · Wilhelm Ohnesorge · Walther Darré · Herbert Backe · Joseph Goebbels · Bernhard Rust · Fritz Todt · Albert Speer · Alfred Rosenberg · Hanns Kerrl · Hermann Muhs · Otto Meißner · Hans Heinrich Lammers · Martin Bormann · Karl Hermann Frank · Rudolf Hess · Ernst Röhm · Paul Giesler
Martin Bormann · Karl Dönitz · Hans Frank · Wilhelm Frick · Hans Fritzsche · Walther Funk · Hermann Göring · Rudolf Hess · Alfred Jodl · Ernst Kaltenbrunner · Wilhelm Keitel · Gustav Krupp von Bohlen und Halbach · Robert Ley · Konstantin von Neurath · Franz von Papen · Erich Raeder · Joachim von Ribbentrop · Alfred Rosenberg · Fritz Sauckel · Hjalmar Schacht · Baldur von Schirach · Arthur Seyss-Inquart · Albert Speer · Julius Streicher